# Mādhavendra Purī
Mādhavendra Purī, (devanāgarī: माधवेन्द्रपुरी) (1420? – 1490?), è stato un mistico e asceta indiano viṣṇuita, all'origine del Viṣṇuismo gauḍīya dove viene celebrato come il "seme" che diede le radici al relativo sampradāya.
Conosciamo molto poco della vita di questo mistico hindū appartenente al lignaggio, sampradāya, viṣṇuita fondato da Madhva nel XIII secolo, non sappiamo da dove originasse, né il periodo della sua esistenza, anche se, in quest'ultimo caso, si può supporre che abbia preso il saṃnyāsa in età piuttosto avanzata mentre la sua scomparsa deve essere avvenuta durante l'infanzia di Caitanya.
A seguito di ciò l'indologo britannico Friedhelm Hardy ritiene che l'arco della sua vita possa collocarsi tra il 1420 e il 1490 circa.
L'indologo britannico Kenneth Valpey rileva come nel Caitanyacaritāmṛta di  Kṛṣṇadāsa Kavirāja (XVI secolo), Mādhavendra Purī sia considerato il primo vero e proprio fondamento del movimento gauḍīya per molteplici ragioni:
- ha promosso la vihara-bhakti, ovvero quella pratica mistica consistente nella devozione che assume su di sé il sentimento struggente della separazione da Dio, Kṛṣṇa;
- era un saṃnyāsa, quindi probabilmente appartenente all'ordine daśanāmi fondato da Śaṅkara (VII secolo); ciò è stato di modello per gli sviluppi successivi del movimento religioso bengalese;
- il dīkṣāguru di Caitanya fu Īśvara Purī, discepolo di Mādhavendra Purī il che lo collega al medesimo sampradāya;
- infatti, Mādhavendra Purī risulterebbe appartenente al sampradāya vedāntico fondato da Madhva nel XIII secolo)[6].